# HMS Kent (54)
Pour les autres navires du même nom, voir HMS Kent.
Le HMS Kent (pennant number 54) est un croiseur lourd de classe County (sous-classe Kent) construit pour la Royal Navy à la fin des années 1920.

## Historique
À sa mise en service, le navire est affecté à la 5e escadron de croiseurs de la China Station jusqu'au début de la Seconde Guerre mondiale, à l'exception d'une remise en état majeure à Chatham en 1937-38. 

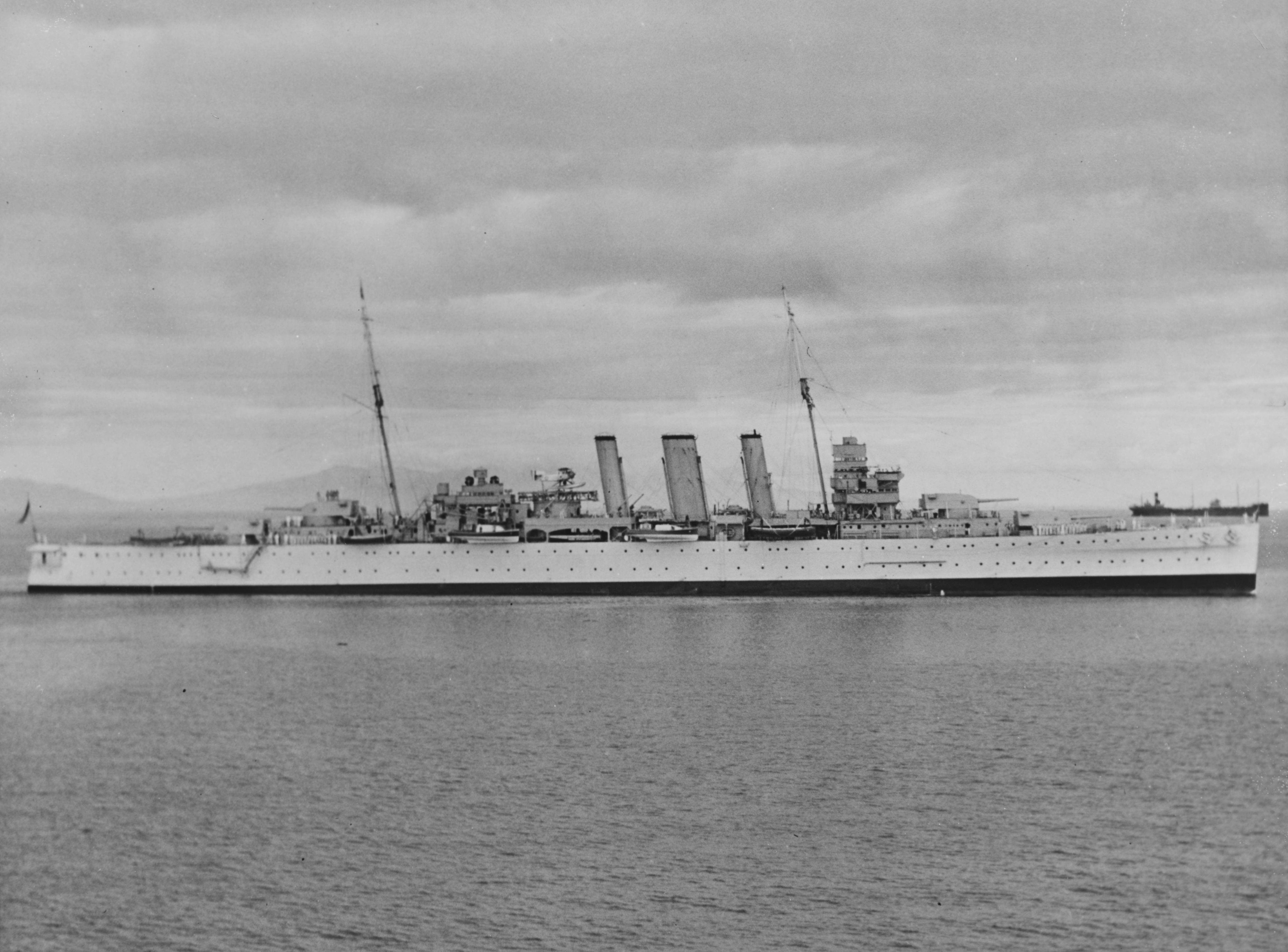
Le Kent à l'encrage dans les années 1930.

Le Kent chasse en compagnie du croiseur lourd français Suffren et les destroyers australiens Voyager et Vampire le cuirassé de poche allemand Admiral Graf Spee dans les Indes orientales à la fin de 1939, avant d'être réaffecté à l'escorte de convois de troupes dans l'océan Indien au début des années 1940. Il est transféré en Méditerranée, arrivant à Alexandrie en août 1940, où il rejoint la 3e escadron de croiseurs. Le 17 août, le Kent, les cuirassés Warspite, Malaya, Ramillies et douze destroyers bombardent les positions italiennes près de Bardia et Fort Capuzzo. Deux semaines plus tard, le navire participe à l'opération Hats, escortant un convoi d'Alexandrie à Malte. Dans la nuit du 17 au 18 septembre 1940, le navire est atteint à la poupe par une torpille tirée d'un des bombardiers italiens Savoia-Marchetti SM.79 de la 279e escadrille dirigée par Carlo Emanuele Buscaglia (en). Après des réparations d'un an à Alexandrie puis au Royaume-Uni, il rejoint la Home Fleet où il escorte des convois à destination et en provenance de la Russie du Nord jusqu'en 1944.
À la mi-1944, le Kent escorte le porte-avions britanniques Trumpeter lors des opérations Goodwood. Il escorte plusieurs porte-avions lors de l'opération Mascot, du bombardement de l'aérodrome allemand à Kristiansand le 10 août et pendant les attaques contre la Marine allemande près de Stadlandet. Quelques mois plus tard, il fut le vaisseau amiral d'une force qui intercepta un convoi allemand dans les eaux norvégiennes et coula deux cargos et cinq escortes.
Le navire est retiré du service au début de 1945 et placé en réserve pendant plusieurs années jusqu'à ce qu'il soit utilisé comme navire cible. Le Kent est vendu pour démolition en 1948.